# Andromeda (galaktika)
Andromeda (Messier 31, M31 ili NGC 224) je spiralna galaktika, udaljena 2,538 milijuna svjetlosnih godina od nas i nalazi se u zviježđu Andromeda. Andromeda je najbliža spiralna galaktika našoj galaktici Mliječni put. Ime galaksije potječe od područja zemaljskog neba u kojem se pojavljuje, zviježđa Andromede, koja je i sama dobila ime po etiopskoj (ili feničanskoj) princezi koja je u grčkoj mitologiji bila Perzejeva supruga. 
Andromedina galaktika ima promjer od oko 220.000 svjetlosnih godina, što je čini najvećim članom Lokalne grupe. Smatra se da je slične strukture i izmjera kao Mliječna staza iako sadrži najmanje dva puta više zvijezda.
Očekuje se da će se galaktike Mliječni put i Andromeda sudariti za oko 4,5 milijardi godina, spajajući se u ogromnu eliptičnu galaktiku ili veliku lentikularnu galaksiju. S prividnom magnitudom od 3,4, galaktika Andromeda spada među najsjajnije Messierove objekte,  čineći je vidljivim golim okom sa Zemlje u noći bez Mjeseca, čak i ako se promatra iz područja s umjerenim svjetlosnim zagađenjem. 

## Povijest promatranja
Andromedu je prvi opisao perzijski astronom 'Abd Al-Rahman Al oko 964. kao maleni oblak. Prvi koji je teleskopski promatrao ovaj objekt bio je Simon Marius 1612. godine. William Herschel je promatrao M31 1785. godine i primijetio je slabašan crvenkasti sjaj jezgre galaktike. Vjerovao je da je to najbliža od velikih maglica i na osnovu boje i magnitude objekta procijenio udaljenost. Smatrao je da se Andromeda nalazi na udaljenosti 2000 puta većoj od udaljenosti Siriusa.
William Huggins 1864. godine je promatrao Andromedin spektar i uočio da se on razlikuje od ostalih plinovitih maglica. Bio je kontinuiran s tamnim crtama, sličan spektrima pojedinih zvijezda. Na osnovu ovih promatranja uočena je zvjezdolika priroda Andromede.
Godine 1885. otkrivena je supernova u Andromedi poznata pod nazivom "S Andromedae". Bila je to prva i jedina do sada supernova viđena u Andromedi. U to vrijeme, smatralo se da je supernova zapravo nova i nazvana prema tome Nova 1885.
Prva fotografija Andromede snimljena je 1887. godine i na njoj su se lako vidjeli spiralni krakovi. U to vrijeme još uvijek se vjerovalo da je Andromeda dio naše galaksije. Zbog otkrivene spiralne strukture, smatralo se da je Andromeda sunčev sustav u nastanku, a satelitske galaktike da su planeti.
Brzina kretanja Andromede je prvi put izmjerena 1912. godine pomoću spekralnih metoda. Izmjerena brzina je bila velika, 300 km/s u smjeru Sunca.
Heber Curtis je 1917. godine na fotografskim snimkama Andromeda pronašao nekoliko nova. U prosjeku su bile 10 magnituda tamnije od nova u našoj galaktici. Na osnovu toga je procijenio udaljenost Andromede na 500.000 svjetlosnih godina. Postao je i tvorac teorije da je Andromeda "otočni svemir" sličan našem Mliječnom putu. Nisu se svi astronomi slagali s tom teorijom i ona je izazvala mnoge nesuglasice narednih godina.
Edwin Hubble je 1925. godine riješio sve nesuglasice u svezi s prirodom Andromede. Rabeći novi teleskop sa zrcalom koji bio promjera od 2,5 metra, otkrio je cefeide u Andromedi. Kako se već od prije znalo da je stvarni sjaj cefeida vezan uz njihov period promjene sjaja, bilo je lako izračunati udaljenost do Andromede. Njegove procjene stavile su Andromedu 700.000 svjetlosnih godina od nas.
Walter Baade je bio prva osoba koja je razlučila središnje dijelove galaktike na pojedine zvijezde. Na osnovu tih promatranja ustanovljeno je da postoje dvije populacije zvijezda. Mlađe zvijezde je nazvao populacija 1, a starije populacija 2. Kasnije je ova nomenklatura prihvaćena i za Mliječni put, a danas se općenito primjenjuje na sve galaktike. Baade je također otkrio da postoje dvije vrste cefeida. Na osnovu tih promatranja je ponovno izračunao udaljenost Andromede i smjestio je na 1,5 milijuna svjetlosnih godina od nas.

## Svojstva
Andromeda je od nas udaljena, prema novim mjerenjima, 2,54 milijuna svjetlosnih godina. Ta udaljenost je dobivena na osnovu preciznog mjerenja perioda promjene sjaja u cefeida. Ostale tehnike smještaju Andromedu na udaljenosti od 2,5 - 2,6 milijuna svjetlosnih godina. Prijašnje procjene dimenzija Andromede su iznosile 70.000 do 120.000 svjetlosnih godina ali su nova promatranja pomoću Keck teleskopa otkrila nove dijelove zvjezdanoga diska, za koje se prije smatralo da ne pripadaju disku i udvostručile stare procjene veličine. Tako se u svom najširem dijelu Andromeda proteže na 220.000 svjetlosnih godina.  

### Formiranje i povijest
Galaksija Andromeda nastala je prije otprilike 10 milijardi godina nakon sudara i naknadnog spajanja manjih protogalaktika. Ovaj nasilni sudar formirao je većinu galaktičkog haloa galaktike i prošireni disk. Tijekom ove epohe, stopa stvaranja zvijezda bila je vrlo visoka, do točke da postane blistava infracrvena galaktika za otprilike 100 milijuna godina. Andromeda i galaktika Trokut imali su vrlo tijesan prolaz prije 2–4 milijarde godina. Ovaj je događaj stvorio velike stope stvaranja zvijezda na disku Andromedine galaktike - čak i neke globularne nakupine - i poremetio vanjski disk M33. Tijekom protekle 2 milijarde godina, smatra se da se stvaranje zvijezda na Andromedinom disku smanjilo do točke gotovo neaktivnosti. Došlo je do interakcija sa satelitskim galaksijama poput M32, M110 ili druge koje je Andromeda već apsorbirala. Ove interakcije oblikovale su strukture poput Andromedinog divovskog zvjezdanog toka. Smatra se da je galaktičko spajanje prije otprilike 100 milijuna godina odgovorno za okretni disk plina koji se nalazi u središtu Andromede, kao i za prisutnost relativno mladog (starog 100 milijuna godina) zvjezdane populacije.

### Procjena mase i zvijezde
Andromedina masa je procijenjena na 1,23x1012 Sunčevih masa. Andromeda je manje masivna od Mliječnog puta, a to je zaključeno na temelju nižih procjena mase Andromede u 2018. i višu procjenu mase Mliječnog Puta u 2019. Razlog tomu jest što Andromeda ima manje H II regija od Mliječnog Puta, koje mu daju veću masu. Broj zvijezda u Andromedi je znatno veći nego u našoj galaktici. Rezultat toga je dvostruko veći ukupan sjaj cijele galaktike od našeg Mliječnog puta. Treba napomenuti da je brzina stvaranja zvijezda u našoj galaksiji višestruko veća nego u Andromedi. U budućnosti, broj zvijezda u Andromedi i Mliječnom putu će biti podjednak.

### Struktura
Struktura Andromede je detaljno proučavana. Andromeda je klasificirana kao SA(s)b galaksija. Promatranja iz projekta 2MASS otkrila su da središnje izbočenje ima kockasti oblik. Na temelju toga je utvrđeno da je Andromeda zapravo spiralna prečkasta galaksija, poput Mliječnog Puta. Andromeda je prema nama nagnuta 77° (gdje bi 90° bio pogled sa strane). Analize presjeka Andromede otkrile su uvijanje galaktike u obliku slova "S". Uzrok tome su vjerojatno sudari sa satelitskim galaktikama. Zanimljiva pojava je prsten prašine na udaljenosti do 32.000 svjetlosnih godina od središta Andromede. Prsten je hladan pa nije vidljiv na snimkama u vidljivom svjetlu.
Spiralni krakovi
Walter Baade je otkrio i detaljno proučio spiralne krakove Andromede. Spiralni krakovi Andromede su vrlo uvinuti ali i šire razmješteni nego u Mliječnom putu. Prosječan razmak između krakova je 13.000 svjetlosnih godina i mogu se pratiti do udaljenosti od 1600 svjetlosnih godina od jezgre. 
| Krakovi (S=prelazi Andromedinu glavnu os na sjeveru, J=prelazi Andromedinu glavnu os na jugu) | Udaljenost od centra (lučne minute) (S/J) | Udaljenost od centra (svjetlosne godine) (S/J) | Bilješke                                               |
| --------------------------------------------------------------------------------------------- | ----------------------------------------- | ---------------------------------------------- | ------------------------------------------------------ |
| S1/J1                                                                                         | 3.4/1.7                                   | 2300 / 1300                                    | Krakovi s prašinom bez OB asocijacija u H II regijama. |
| S2/J2                                                                                         | 8.0/10.0                                  | 5500 / 6800                                    | Krakovi s prašinom s nekoliko OB asocijacija.          |
| S3/J3                                                                                         | 25/30                                     | 17.000 / 21.000                                | U smjeru S2/J2, ali s ponešto H II regija.             |
| S4/J4                                                                                         | 50/47                                     | 36.000 / 32.000                                | Mnogo OB asocijacija i H II regija, te malo prašine.   |
| S5/J5                                                                                         | 70/66                                     | 49.000 / 46.000                                | U smjeru S4/J4, ali mnogo slabijeg sjaja.              |
| S6/J6                                                                                         | 91/95                                     | 62.000 / 65.000                                | Male OB asocijacije. Nije primijećena prašina.         |
| S7/J7                                                                                         | 110/116                                   | 75.000 / 78.000                                | U smjeru S6/J6, ali slabijeg sjaja i neupadljiv.       |

### Brzina rotacije
Brzina rotacije galaktike se mijenja, ovisno o udaljenosti. Na udaljenosti od 1300 svjetlosnih godina od jezgre brzina rotacije iznosi 225 km/s, a na 7000 svjetlosnih godina pada na samo 50 km/s. Nakon toga se brzina rotacije penje do 250 km/s na udaljenosti od 33,000 ly da bi na udaljenosti od 80.000 svjetlosnih godina pala na 200 km/s. Na osnovu ovih podataka je izračunato da Andromeda ima u središtu koncentriranu masu od 6x109 sunčevih masa.

### Kuglasti skupovi
U vanjskim dijelovima Andromede se nalazi 460 kuglastih skupova. Najsjajniji od njih, nazvan Mayall II, najsjajniji je kuglasti skup u Lokalnom jatu galaksija. Mayall II je premasivan za kuglasti skup i posjeduje nekoliko generacija zvijezda. Smatra se da je Mayall II ostatak jezgre eliptične galaksije. Isto se smatra za kuglasti skup Omega Centauri u orbiti Mliječnog Puta.

### Jezgra
Jezgra Andromede je veoma kompaktan objekt okružen nakupinom starih zvijezda. Središnji dio galaktike donekle sliči na kuglasti skup, premda višestruko sjajniji. HST je sa svojim snimkama otkrio da se Andromedina jezgra sastoji od dvostrukog objekta čiji su članovi razmaknuti tek 5 svjetlosnih godina. Na osnovu toga je izračunata masa središnje crne rupe. Masa iznosi 108 sunčevih masa.

### Sateliti
U satelitske galaktike Andromede pripadaju Messier 32 i Messier 110, vidljive na fotografijama. Messier 32 jest malena eliptična galaksija promjera samo 6,500 ly. Sastoji se od starih zvijezda. Messier 110 jest sličan, ali veći.
Nešto dalje nalaze se još dvije satelitske galaksije, NGC 147 i NGC 185. NGC 185 jest aktivna galaksija, moguće Seyfert tipa, u tom slučaju najbliža Seyfert galaksija
Do danas je otkriveno još oko 19 malih galaksija, patuljastih, koje pripadaju Andromedi. Postoji mogućnost da se i Messier 33 nalazi pod snažnim gravitacijskim utjecajem Andromede.

## Sudar s Mliječnim putem
Galaksija Andromeda približava se Mliječnom putu brzinom oko 110 km/s.  Izmjereno je približavanje Suncu brzinom od oko 300 km/s, dok Sunce kruži oko središta galaksije brzinom od približno 225 km/s. To Andromedu čini jednom od oko 100 promatranih galaksija s plavim pomakom. Tangencijalna ili bočna brzina Andromede u odnosu na Mliječni put relativno je manja od brzine kojom se približava, pa se očekuje da će se izravno sudariti s Mliječnim putem za otprilike 4 ili 4,5 milijardi godina. Vjerojatni ishod sudara je da će se galaksije spojiti u obliku eliptične galaksije ili možda čak velike lećaste galaksije. Takvi su događaji česti među galaksijama u skupinama galaksija. Sudbina Zemlje i Sunčevog sustava u slučaju sudara trenutačno nije poznata. Prije spajanja galaksija, mala je vjerojatnost da bi se Sunčev sustav mogao biti izbačen iz Mliječnog puta ili se pridružiti Andromedi.  

## Amaterska promatranja
Andromeda je jedan od zahvalnijih objekata za promatranje. Njen prividni sjaj iznosi +3,5 magnituda i u umjereno tamnim noćima moguće ju je vidjeti golim okom kao oblačak. Dvogled će Andromedu pokazati kao elipsasti oblak dimenzija 3°x1° sa sjajnom jezgrom. Maleni teleskop s malim povećanjem će lijepo uokviriti Andromedu s njenim pratiljama, M32 i M110. Veći teleskop, od 150 mm, može u tamnim noćima pokazati pruge prašine. Uz pomoć teleskopa s promjerima objektiva iznad 250 mm, može se pronaći i nekoliko najsjajnijih kuglastih skupova ili NGC 206, golemi zvjezdani oblak.
Andromeda se na noćnom nebu u Europi može promatrati najbolje ujesen i zimi.

## Vanjske poveznice
Skica i promatranja M31